# Erich Jansen
Erich Jansen (* 31. Oktober 1897 in Stadtlohn; † 28. August 1968 ebenda) war ein deutscher Apotheker und Schriftsteller.

## Leben
Erich Jansen besuchte die Volksschule und Rektoratsschule in seiner Heimatstadt. Er nahm als Soldat am Ersten Weltkrieg teil. 1918 übernahm er die väterliche Apotheke in Stadtlohn. Jansens weiteres Leben verlief nach außen hin weitgehend ereignislos. Neben seiner beruflichen Tätigkeit als Apotheker verfasste er Gedichte und Kurzprosa, die erst in den Sechzigerjahren einige Anerkennung in Lyrikerkreisen (vor allem durch Johannes Bobrowski) fanden; der Durchbruch als Autor blieb Jansen jedoch zu Lebzeiten versagt. 
Erich Jansens Spätwerk (den größten Teil seiner früheren Texte verwarf der Autor selbst als epigonal) besteht aus Erzählgedichten, die in einer an romantische Vorbildern angelehnten Sprache Szenen schildern, in denen sich Fantastik und 
Realismus auf eigenwillige Art mischen. - 1965 erhielt er eine Ehrengabe der Bayerischen Akademie der Schönen Künste.

## Werke
- Die grüne Stunde. Pflanzen und Landschaftsbilder. Berlin, Deutscher Apotheker-Verlag 1937.
- Skurrilia. Erzählungen. Hamburg, Govi 1950.
- Die Galerie. Oberhausen, Storck 1956.
- Michael Orsenjew. Eine Legende. Oberhausen, Storck 1956.
- Der Schildpattkamm. Bilder aus einem alten Tagebuch. Nachwort von Fritz Usinger. Oberhausen, Storck 1959.
- Aus den Briefen eines Königs. Gedichte. Köln, Kiepenheuer & Witsch 1963.
- Die nie gezeigten Zimmer. Hamburg u. Düsseldorf, Claassen 1968. Neuauflage: Aachen, Rimbaud 1987. ISBN 3-89086-904-1.
- Aus den Briefen eines Königs. Ausgewählte Gedichte. Aachen, Rimbaud 2001. ISBN 3-89086-780-4. (Nicht textidentisch mit dem gleichnamigen Band von 1963.)
- Erich Jansen Lesebuch. Hrsg. v. Hartmut Vollmer. Köln, Bücher der Nyland-Stiftung im Aisthesis Verlag 2008, ISBN 978-3-89528-674-2.

## Übersetzungen von Gedichten Jansens
- Ville oubliée. Übersetzt von Pierre Garnier. Paris, André Silvaire 1974. (Übersetzungen von Gedichten aus "Aus den Briefen eines Königs".)